# Чербень
Чербень, Чербені (рум. Cerbeni) — село у повіті Олт в Румунії. Входить до складу комуни Симбурешть.
Село розташоване на відстані 141 км на захід від Бухареста, 40 км на північ від Слатіни, 69 км на північний схід від Крайови, 135 км на південний захід від Брашова.

## Населення
За даними перепису населення 2002 року у селі проживали 132 особи, усі — румуни. Усі жителі села рідною мовою назвали румунську.